# Emily Lazar
Emily Lazar is een Amerikaans mastering-geluidstechnicus. In 1997 richtte ze The Lodge op, een onderneming in New York die mastering faciliteert. Lazar heeft aan duizenden albums gewerkt voor bands en muzikanten die muziek maken in uiteenlopende genres.
In 2007 werden drie albums die door Lazar gemasterd waren, genomineerd voor een Grammy; Wincing the Night Away van The Shins, Elements of Life van Tiësto en We Are Pilots van Shiny Toy Guns. Lazar zelf won in 2012 een TEC Award in de categorie "Record/Production Album" voor het album Wasting Light van de Foo Fighters. Drie jaar later won ze nog een TEC Award voor Beck's single Dreams. In 2014 werd ze genomineerd voor de "Master of Mastering - Mastering Engineers Award" tijdens de Pensado Awards-show. Lazar werd in 2015 de eerste vrouwelijke mastering-technicus die genomineerd is voor een Grammy in de categorie "Record of the Year" voor Sia's hitsingle Chandelier. In 2016 volgde een nominatie voor nog een Grammy in de categorie "Best Engineered Album Non-Classical" voor het album Recreational Love van The Bird and the Bee.